# 구례 석주관성
구례 석주관성(求禮 石柱關城)은 대한민국 전라남도 구례군 토지면에 있는 고려시대의 성곽이다. 1993년 11월 10일 대한민국의 사적 제385호로 지정되었다.

## 개요
고려 말기에 왜적의 공격을 막기 위해 진을 설치했는데 임진왜란(1592) 때 전라방어사 곽영이 호남지역의 왜적을 막기 위해 옛 진 위에 석주관성을 쌓았다.
성의 북쪽과 남쪽이 지리산과 백운산의 험한 산줄기이고 그 사이에 섬진강이 흐르고 있어 군사 방어 지형으로도 중요한 길목이다. 경사진 산허리를 따라 만든 성곽의 길이는 약 736m이고 돌로 쌓아 만든 벽의 높이는 50∼120cm이다.
성벽에 일정한 간격으로 활이나 총을 쏠 수 있게 갈라놓아 적의 공격으로부터 잘 방어할 수 있도록 한 점이 특징이며 성벽 아래쪽과 위쪽의 쌓은 수법에도 차이가 있다.
호남지역에 현존하는 유일한 관문으로서 매우 중요하며, 13세기(고려후기)와 16세기(임진왜란)에 성을 쌓은 기법 연구에도 매우 중요한 자료로 평가받고 있는 유적이다.

## 참고 자료
- 구례 석주관성 - 국가유산청 국가유산포털